# Archivos de Sigmund Freud
Los Archivos de Sigmund Freud consisten principalmente en un conjunto de documentos albergados en la Biblioteca del Congreso de los Estados Unidos y en la antigua residencia de Sigmund Freud durante el último año de su vida, en Maresfield Gardens, número 20, en el noroeste de Londres. Los Archivos incluyen cintas, cartas y documentos relacionados con Freud. Fue fundada en 1951 por Kurt R. Eissler entre otros, y recibió contribuciones de Anna Freud.
Fue el centro de un escándalo complicado, descrito en el libro de Janet Malcolm In the Freud Archives y también tratado por Jeffrey Masson en su libro Final Analysis y El asalto a la verdad.

## Historia

### Inicios
Los Archivos fueron fundados por el psicoanalista austriaco, Kurt R. Eissler (1908-1999), en 1951, junto con un grupo de personas que conocieron personalmente a Freud, entre ellos Heinz Hartmann, Ernst Kris, Bertram Lewin y Hermann Nunberg.  Fue dirigido por Eissler durante décadas, y había impedido que muchos estudiosos vieran una gran parte de los documentos de Freud que reclamaban supuesta confidencialidad. En la década de 1980, Eissler, con la ayuda de Anna Freud, había ampliado la colección para incluir miles de documentos. 

### La controversia de Masson
Eissler conoció a Masson en 1974. Masson fue nombrado secretario y Eissler quería que Masson lo sucediera como director, lo que hizo en 1980. Como oficial del Archivo, Masson tenía acceso administrativo a todos los documentos, y, por lo tanto, se le permitía acceder a todo lo que necesitara. La intención era ir liberando material para académicos y crear un museo.
En 1981, Masson fue la figura entrevista de un artículo periodístico en el que afirmaba que el abandono de la teoría de la seducción por parte de Freud se había producido por razones no relacionadas con el mérito científico de la teoría —como lo habían afirmado los psicoanalistas de la época,—  sino que Freud creía que aceptar la verdad de las afirmaciones de sus pacientes femeninas de que habían sido abusadas sexualmente pondría en riesgo la reputación del método psicoanalítico emergente. Masson dijo que "Freud inició una tendencia del mundo real que, me parece, ha llegado a un punto muerto en la actual esterilidad del psicoanálisis en todo el mundo". 
Eissler quedó profundamente conmocionado: «Justo hoy, Masud Khan—psicoanalista británico— me llamó desde Londres y me pidió que te despidiera de los Archivos. Los miembros de la junta, todos ellos, o al menos la mayoría de ellos, están pidiendo lo mismo». Masson fue posteriormente despedido de su trabajo en los Archivos, tras lo cual se produjo una acción legal bilateral y un escándalo muy publicitado.

### En la actualidad
Harold P. Blum sucedió a Masson y Eissler como Director Ejecutivo. Fue reemplazado nuevamente por Louis Rose, quien es el director actual a 2023. Los otros funcionarios actuales son Jennifer Stuart como presidenta, Nellie L. Thompson como secretaria y W. Craig Tomlinson como tesorero. 